# Proceso de Barcelona

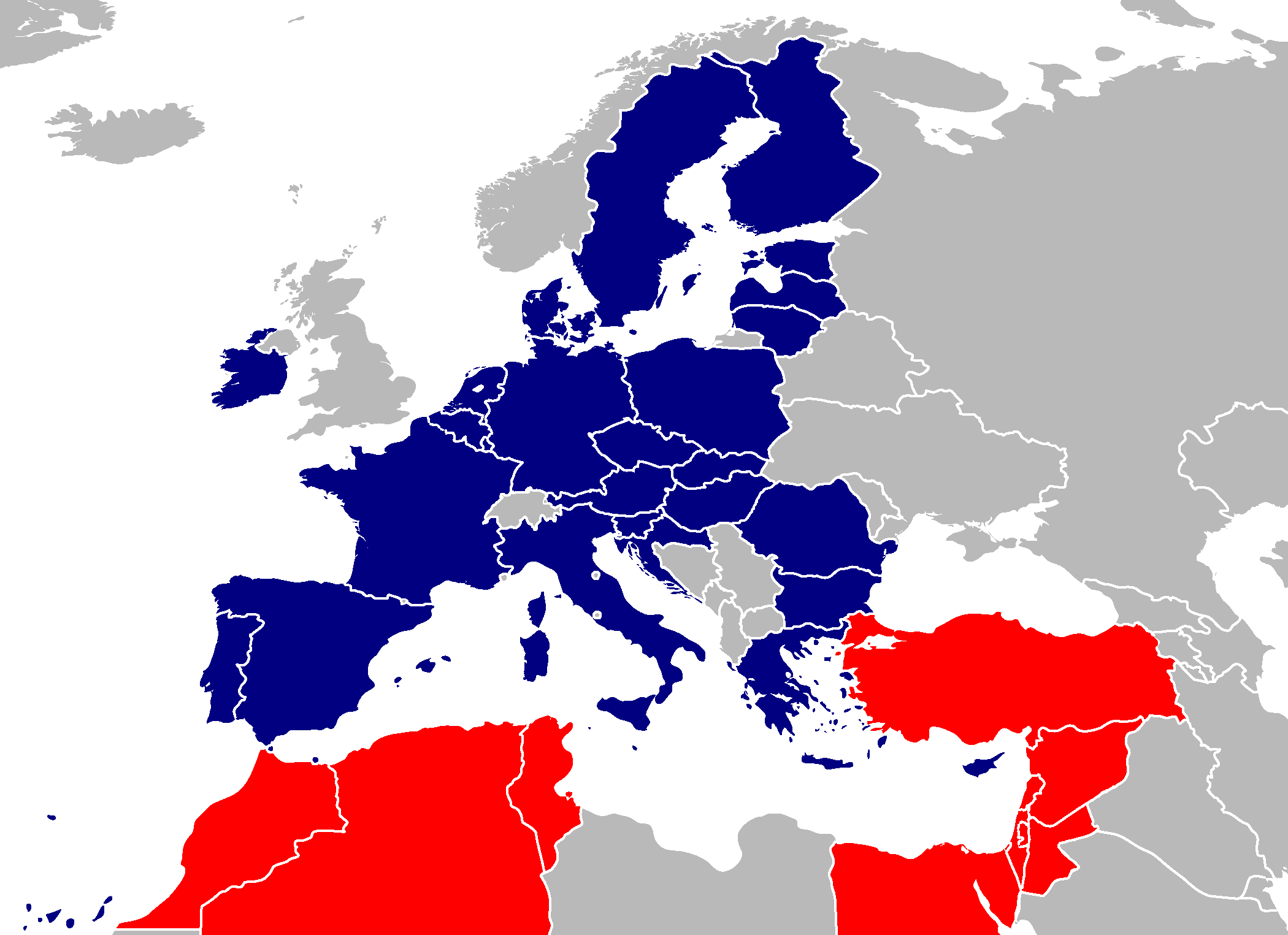
Estados participantes en el Proceso de Barcelona.

El denominado Proceso de Barcelona fue un proyecto de cooperación regional propuesto por el gobierno de España y lanzado por la Unión Europea en 1995 en la cumbre euro-mediterránea celebrada en Barcelona. 
En él se proponían diversas políticas relacionadas con el desarrollo económico entre los países de la cuenca mediterránea, la lucha antiterrorista, la promoción de la democracia y los derechos humanos, la creación de un área de libre comercio, los intercambios culturales, etc.
Al mismo le sucedió en 2008 el Proceso de Barcelona: Unión para el Mediterráneo.

## Literatura
- Arno Tausch (2005, Editor, with Peter Herrmann) ‘Dar al Islam. The Mediterranean, the World System and the Wider Europe. Vol. 1: The "Cultural Enlargement" of the EU and Europe's Identity; Vol. 2: The Chain of Peripheries and the New Wider Europe’. Hauppauge, New York: Nova Science Publishers. Abridged paperback editions, 2006, under the title: “The West, Europe and the Muslim World” (Vol. 1) and “Towards a Wider Europe” (Vol. 2)